# Orfeo Paroli
Orfeo Paroli (Milano, 11 aprile 1906 – Costarainera, 5 settembre 1980) è stato un canottiere italiano.

## Biografia
Partecipò ai Giochi della X Olimpiade a Los Angeles nel due di coppia giungendo quarto con Mario Moretti.